# Drago Pudgar
Drago Pudgar (* 27. September 1949 in Črna na Koroškem) ist ein ehemaliger jugoslawischer Skispringer.

## Werdegang
Pudgar begann seine internationale Karriere mit dem Start bei der Vierschanzentournee 1970/71. Nachdem er die beiden ersten Springen in Deutschland ausgelassen hatte, sprang er auf der Bergiselschanze in Innsbruck auf den 68. Platz. Auf der Paul-Außerleitner-Schanze in Bischofshofen erreichte Pudgar Rang 40 und stand damit nach Abschluss der Tournee auf dem 69. Platz. Ein Jahr später bei der Vierschanzentournee 1971/72 startete er erstmals bei allen vier Springen und errang beim Auftaktspringen auf der Schattenbergschanze in Oberstdorf mit dem 21. Platz das beste Einzelresultat der Karriere. Nach weiteren guten Ergebnissen, darunter Rang 23 in Bischofshofen belegte er in der Gesamtwertung den 30. Platz.
Bei den Olympischen Winterspielen 1972 in Sapporo landete Pudgar von der Normalschanze auf dem 35. Platz. Von der Großschanze konnte er sich deutlich steigern und erreichte Platz 23.
Pudgars jüngerer Bruder Danilo war ebenfalls als Skispringer international aktiv.

## Erfolge

### Vierschanzentournee-Platzierungen
| Saison  | Platz | Punkte |
| ------- | ----- | ------ |
| 1970/71 | 69.   | 335,5  |
| 1971/72 | 30.   | 826,1  |